# Ganyao (köpinghuvudort i Kina, Zhejiang Sheng, lat 30,89, long 120,89)
Ganyao är en köpinghuvudort i Kina. Den ligger i provinsen Zhejiang, i den östra delen av landet, omkring 99 kilometer nordost om provinshuvudstaden Hangzhou. Antalet invånare är 36 092. Befolkningen består av 17 424 kvinnor och 18 668 män. Barn under 15 år utgör 12,0 %, vuxna 15-64 år 77 %, och äldre över 65 år 10,0 %.
Runt Ganyao är det tätbefolkat, med 913 invånare per kvadratkilometer. Närmaste större samhälle är Jiaxing, 19,9 km sydväst om Ganyao. Trakten runt Ganyao består till största delen av jordbruksmark.
Genomsnittlig årsnederbörd är 1 712 millimeter. Den regnigaste månaden är juni, med i genomsnitt 277 mm nederbörd, och den torraste är november, med 65 mm nederbörd.